# سارة آدامز
سارة آدامز (بالإنجليزية: Sarah Fuller Flower Adams)‏ (و. 1805 – 1848 م) هي شاعرة، وكاتِبة، من المملكة المتحدة لبريطانيا العظمى وأيرلندا، توفيت في لندن الكبرى، عن عمر يناهز 43 عاماً، بسبب سل.

## روابط خارجية
- سارة آدامز على موقع ميوزك برينز (الإنجليزية)